# بیدکرپه وسطی
بیدکرپه وسطی، روستایی از توابع بخش زند شهرستان ملایر در استان همدان ایران است.
این روستا جنوبی ترین نقطه استان همدان از لحاظ مختصات جغرافیایی و مسکونی بودن است.

## جمعیت
این روستا در دهستان کمازان سفلی قرار دارد و براساس سرشماری مرکز آمار ایران در سال ۱۳۹۵، جمعیت آن ۸۱ نفر (۳۰خانوار) بوده‌است.